# Theodore Roosevelt
Theodore Roosevelt Jr. (New York, 27 ottobre 1858 – Oyster Bay, 6 gennaio 1919) è stato un politico e militare statunitense.
È stato il 26º presidente degli Stati Uniti e ha ricevuto il Premio Nobel per la pace nel 1906. Salito al ruolo di presidente all'età di 42 anni in seguito all'assassinio di William McKinley, divenne la persona più giovane ad aver ricoperto la carica di presidente degli Stati Uniti. Il suo volto è uno dei quattro scolpiti sul monte Rushmore, assieme a quelli di George Washington, Thomas Jefferson e Abraham Lincoln.
Il 32º Presidente degli Stati Uniti, Franklin Delano Roosevelt, era un suo nipote acquisito (genero di suo fratello Elliot) e allo stesso tempo un lontano cugino.

## Biografia

### Nascita e primi anni
Nacque a New York il 27 ottobre del 1858 da una famiglia aristocratica, i Roosevelt, che era emigrata nel Nuovo Mondo nel XVII secolo dai Paesi Bassi. Il padre, Theodore Roosevelt Sr., era un repubblicano progressista, mentre la madre Martha Bulloch era una conservatrice convinta, cresciuta in una piantagione in Georgia. Il giovane Theodore soffriva di frequenti attacchi d'asma. Lui e la sua famiglia erano seguaci del Muscular Christianity.

### Università
Nel 1876 si iscrisse alla facoltà di legge dell'Università Harvard, distinguendosi per i risultati sportivi e scolastici. Qui a Harvard cominciò a scrivere The Naval War of 1812, il primo di una serie di libri di successo, che ancora oggi viene considerato un classico della storia americana. Dopo la laurea soggiornò brevemente in Germania. Si iscrisse alla Columbia University (scuola di specializzazione in legge), ma l'abbandonò dopo poco tempo per cominciare la propria carriera politica. Nel 1880 si unì al Partito Repubblicano.

### Matrimonio
Nel 1880, Roosevelt sposò Alice Hathaway Lee (nata il 29 luglio 1861) di Chestnut Hill nel Massachusetts. La moglie morì giovane, il 14 febbraio 1884, a causa di insufficienza renale non diagnosticata (a quei tempi chiamata "morbo di Bright"), due giorni dopo la nascita della loro figlia Alice. La sua gravidanza aveva mascherato la malattia. Nello stesso giorno, circa undici ore prima, alle 3 del mattino, era morta anche la madre di Theodore Roosevelt, Mittie, per la febbre tifoide. Per riprendersi dalla tragedia della morte quasi simultanea della madre e della moglie, Roosevelt decise di lasciare New York e di ritirarsi nelle Badlands, in Dakota del Sud, un luogo dalla natura selvaggia. Lasciò la figlia alle cure di sua sorella Anna "Bamie/Bye" a New York. Nel suo diario scrisse una grande 'X' sulla pagina e, poi, "La luce è uscita dalla mia vita."
Per il resto della sua vita, Roosevelt non parlò mai di sua moglie Alice, né pubblicamente né privatamente, e non scrisse di lei nella sua autobiografia. Più tardi, nel 1919, quando Roosevelt stava lavorando con Joseph Bucklin Bishop a una biografia che comprendeva una raccolta delle sue lettere, non menzionò né il suo primo matrimonio né il secondo, che ebbe luogo a Londra.

### Attività
Nel periodo di isolamento nelle Badlands, rinacque forte la passione per la politica, che lo spinse a ritornare nel 1881 a New York e a costruire la sua carriera politica. Nelle liste del Partito Repubblicano, nel 1882 fu eletto deputato del parlamento dello Stato di New York, mantenendo questa carica per altre due legislature. Tra il 1886 e il 1895 fu nominato membro e poi presidente della Commissione presidenziale per il Civil Service. Nel 1895 fu capo della polizia di New York City. Nel 1897, approdò nel circuito della Politica Nazionale, entrando a far parte dell'Amministrazione del presidente William McKinley con la nomina ad Assistant Secretary della Marina Militare (incarico che poi sarà ricoperto, dal 1913 al 1920, anche dal suo lontano cugino e successore Franklin Delano Roosevelt).

### Militare
Questo fu il grande punto di svolta della sua carriera. Roosevelt si preparò, da questo ufficio, al proprio esordio in grande stile sulla scena politica nazionale. L'occasione fu data dallo scoppio della guerra ispano-americana contro la Spagna a Cuba (1898). Sconcertando i suoi stessi compagni di partito (cui Roosevelt rimproverava scarso ardore e indecisione nell'affare cubano), si dimise da ogni incarico governativo ed entrò nell'esercito. Partecipò alla creazione del 1st United States Volunteer Cavalry, i cosiddetti "Rough Riders" e, dopo esserne stato il vice comandante, subentrò nel comando a Leonard Wood, consulente del presidente McKinley. A Cuba dimostrò tutta la propria abilità di comando, conducendo personalmente l′unità militare nella battaglia. Oltre che di coraggio, mostrò anche doti di leadership e di abilità propagandistica, mandando resoconti dettagliati delle proprie imprese a tutti i principali giornali in patria.
Prima della fine della guerra (durata solo pochi mesi e facilmente vinta dagli Stati Uniti), Roosevelt divenne così un popolare eroe nazionale. Il suo reggimento al termine della guerra aveva subito più perdite di qualsiasi altro, anche perché già alla partenza solo otto dei dodici gruppi che costituivano il reggimento dei Rough Riders riuscirono a lasciare il suolo americano per andare a combattere: circa un quarto di coloro che avevano partecipato all'addestramento morì di malaria o febbre gialla. L'impresa bellica più famosa del reparto fu la "carica di San Juan Hill" dove Roosevelt, a cavallo, condusse l'azione salendo e scendendo dalla collina per coordinare gli sforzi dei volontari. Roosevelt si lanciò alla carica delle posizioni spagnole seguito dai Rough Riders, oltre che da militari regolari che si mischiarono ai volontari: in venti minuti, Kettle Hill venne conquistata e il resto di San Juan Heights fu preso nell'ora seguente.
Come molti americani del suo tempo, aveva sentimenti molto duri nei confronti dei neri e degli indiani d'America. Nel 1886, mentre le guerre indiane erano ancora in corso, disse di loro: "Io non arrivo al punto di pensare che gli unici indiani buoni siano gli indiani morti, ma credo che nove su dieci lo siano, e non dovrei indagare troppo a fondo sul decimo."

### Secondo matrimonio
In seguito alla sconfitta nell'elezione per il municipio di New York, andò a Londra nel 1886 e sposò una sua amica di famiglia e di gioventù, Edith Kermit Carow. Trascorsero la luna di miele in Europa e Roosevelt guidò un gruppo fino alla cima del Monte Bianco, un risultato che portò alla sua investitura nella British Royal Society. Ebbero cinque figli: 
- Theodore Jr.,[5]
- Kermit,
- Ethel Carow,
- Archibald Bulloch Archie,
- Quentin.

### Presidenza
Tornato in patria, si candidò come governatore dello Stato di New York, vincendo le elezioni per pochi voti. Rimarrà in carica solo due anni (1899-1901), perché si candidò come vicepresidente degli Stati Uniti, dando un incredibile vigore alla campagna del candidato repubblicano (e presidente uscente) William McKinley.
Con l'assassinio del presidente McKinley (1901), Roosevelt divenne il 26º presidente degli Stati Uniti, non senza qualche preoccupazione dello stesso Partito Repubblicano, che lo considerava un avventuriero (un "maledetto cowboy", nelle parole di un suo compagno di partito). Infatti, si dimostrò subito uno dei Presidenti più attivi e schietti della storia politica americana. Spinse subito su un'agenda riformista, credendo che solo un deciso intervento dello Stato poteva aiutare il capitalismo americano a superare i suoi problemi strutturali. Famoso è un suo discorso del 1903, contro la politica economica del laissez-faire, in cui richiamò le Great Corporations a operare in coordinamento con le istituzioni statali, nel quadro del capitalismo di Stato.
Fu confermato nella carica di Presidente, vincendo le elezioni del 1904. Ottenuto il nuovo mandato continuò a portare avanti una politica da un lato riformista - la sua fu, infatti, la prima amministrazione a occuparsi seriamente del ruolo dei sindacati e delle politiche ambientali - dall'altro populista e spregiudicata: tentò di rinsaldare il proprio rapporto con l'opinione pubblica attraverso frequentissimi viaggi e comizi e con l'avvio di imponenti opere pubbliche e, con ordine presidenziale, istituì una pensione per tutti i veterani di guerra. Soprattutto, però, la sua azione politica fu caratterizzata da un fervente nazionalismo americano, che rivendicava un nuovo e preminente ruolo politico per gli USA in tutti gli affari mondiali. Fu, da questo punto di vista, uno dei maggiori promotori del nuovo ruolo imperialista degli USA, a livello mondiale, oltre i limiti usuali della sfera di influenza geopolitica nel solo continente americano. Tant'è vero che, quando scoppiò la Grande Guerra, si batté con forza per l′intervento bellico americano.
Nel 1906 coniò il termine muckraker, "spalaletame", derivato da un personaggio del romanzo The Pilgrim's Progress di John Bunyan, per definire un tipo di giornalismo investigativo volto alla ricerca di scandali e corruzione.

#### Politica estera
La sua politica estera fu nettamente interventista e aggressiva (la cosiddetta politica del grosso bastone): fu uno strenuo difensore degli interessi statunitensi in America Latina (nel 1903, grazie a spregiudicate manovre, riuscì a concludere un accordo per la costruzione del canale di Panama). Il canale verrà completato prima dello scoppio della prima guerra mondiale e sarà usato per trasportare più velocemente di quanto sarebbe stato possibile fare per ferrovia le truppe statunitensi di stanza negli Stati occidentali nei porti dell'Est per inviarle in Francia. Aiutò il poliziotto italo-statunitense Joe Petrosino a catturare i criminali della Mano Nera.

#### Premio Nobel per la pace
Nel 1905 propose e ottenne di poter fare da mediatore nella guerra tra Russia e Giappone. La pace venne firmata il 5 settembre e questa abile mossa politica gli diede una grandissima popolarità internazionale. Nel 1906 gli venne consegnato il Premio Nobel per la pace (nonostante fosse un accanito militarista).

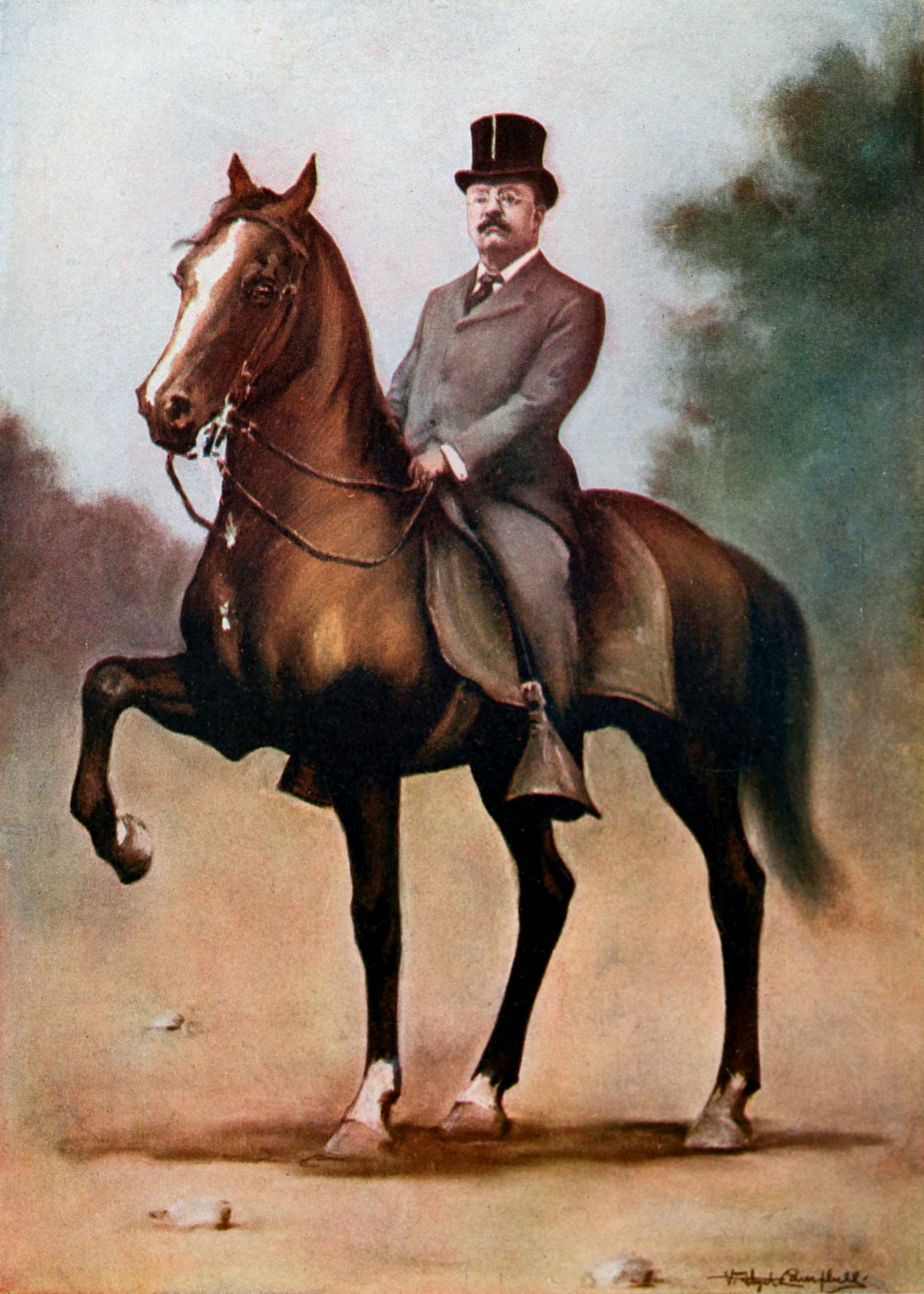
Ritratto equestre del presidente Theodore Roosevelt (opera di V. Floyd Campbell)

### La rinuncia alle Presidenziali del 1908
Mantenendo una promessa fatta al tempo della prima elezione, Roosevelt rinunciò a ripresentarsi per un terzo mandato (benché, all'epoca, fosse consentito; ma d'altra parte era stato eletto presidente solo una volta, essendo subentrato al presidente assassinato) e sostenne il candidato repubblicano William Howard Taft, che venne eletto proprio grazie alla sua promessa di governare il Paese «proprio come fosse Roosevelt». Roosevelt si prese un periodo di riposo, compiendo un viaggio di caccia in Africa, come al solito seguitissimo dai media americani, che ne riportarono gli strabilianti risultati (più di tremila trofei riportati in patria). Nell'aprile del 1909 compì un viaggio in Italia, toccando diverse città, tra cui Roma, Bologna, Milano e Torino; in ognuna di queste Roosevelt venne annunciato da grandi campagne di affissioni, insolite per l'epoca, che ne pubblicizzavano l'arrivo.

### Il Partito Progressista
Deluso dall'operato di Taft, decise di fargli opposizione. Per la prima volta, il Partito Repubblicano ricorreva alle primarie, stravinte da Roosevelt (9 Stati su 12, contro i 2 di Robert M. La Follette e soltanto uno per Taft); tuttavia al Congresso repubblicano di Chicago del 1912 Taft venne designato come candidato, sfruttando l'appoggio dei delegati nominati negli altri 36 Stati (dove non si era fatto uso delle elezioni primarie). Il partito si spaccò e Roosevelt fondò il primo "terzo partito" statunitense nella storia del sistema bipartitico che ebbe una qualche importanza (per trovare un termine di paragone dobbiamo arrivare alle elezioni del 1992 e alla candidatura di Ross Perot).
Durante la serie di comizi, il 14 ottobre, Roosevelt sopravvisse a un attentato: mentre stava entrando nell’auto che lo aspettava, fu avvicinato dall’immigrato tedesco John Schrank che gli sparò. Mentalmente disturbato, costui non aveva nulla di personale contro Roosevelt, semplicemente non accettava che un uomo volesse diventare presidente più di una volta. Pur ferito, Roosevelt non subì grossi danni; il proiettile non fu mai rimosso perché l'operazione sarebbe stata rischiosa.
Alle Presidenziali del 1912 il Partito Progressista o "Bull Moose Party" ottenne il 27,4% dei consensi (vincendo in 6 Stati e ottenendo 88 voti elettorali), sopravanzando i Repubblicani (fermi al 23,2% e 8 voti), ma non i Democratici, che videro il proprio candidato, Thomas Woodrow Wilson, eletto 28º presidente degli Stati Uniti. Al momento dell'entrata in guerra degli USA nella prima guerra mondiale, Roosevelt, naturalmente deciso interventista, chiese a Wilson di poter formare un corpo di volontari da mandare sul fronte occidentale, ma il presidente gli negò il permesso.

### Massoneria
Theodore Roosevelt fu iniziato in massoneria il 2 gennaio 1901 presso la Matinecock Lodge No.806 all'Oriente di Oyster Bay, NY. Nella stessa loggia ottenne l'aumento di salario al grado di Compagno d'Arte il 27 marzo 1901 e al grado di Maestro il 24 aprile dello stesso anno. Fu membro onorario di numerose logge statunitensi, partecipò a numerose cerimonie massoniche pubbliche e visitò numerose logge, sia negli Stati Uniti sia in Europa, Africa e Sud America. Manifestò fino alla morte un orgoglioso attaccamento alla massoneria.

### Morte e sepoltura
Morì per un'embolia il 6 gennaio del 1919 a Sagamore Hill, Oyster Bay, New York e venne sepolto presso il Young's Memorial Cemetery di Oyster Bay.

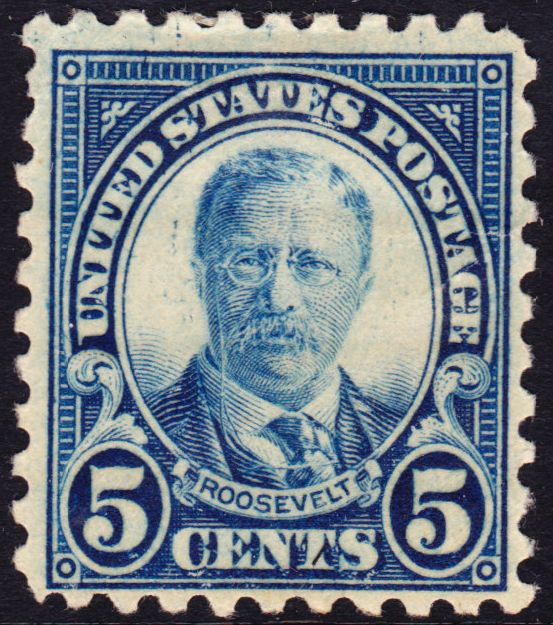
Francobollo da cinque centesimi raffigurante il Presidente Theodore Roosevelt, 1925

## Riferimenti nelle arti e nella cultura di massa
- Si narra che durante una battuta di caccia il presidente preferì tornare a casa a mani vuote piuttosto che uccidere un cucciolo d'orso. Per questo sarebbe stato a lui dedicato il classico orsacchiotto di peluche, chiamato in lingua inglese col nome di Teddy Bear ("Orso di Teddy").
- Nel film Arsenico e vecchi merletti di Frank Capra, così come nella pièce teatrale da cui la commedia è tratta, il fratello psicolabile di Cary Grant, impersonato dall'attore John Alexander, convinto di essere Theodore Roosevelt, scava, nella cantina dell'abitazione, credendo di scavare il canale di Panama, delle fosse che serviranno per seppellire i cadaveri dei vecchi solitari uccisi dalle zie.
- John Milius è uno dei registi che ha citato più volte nei suoi film Roosevelt. Ne ha fatto uno dei protagonisti del suo Il vento e il leone dove lo fa interpretare da Brian Keith. Ne ha riproposto quindi la saga giovanile dell'avventura cubana nella miniserie televisiva Rough Riders con Tom Berenger. Lo cita anche in altri suoi film, come si vede con l'orso di Alba rossa, che incarna lo spirito della frontiera americana del presidente interventista. Ne L'uomo dai 7 capestri, film del 1972 diretto da John Huston ma sceneggiato da Milius, appare ancora un orso mentre Roosevelt viene citato fuggevolmente e definito "il miglior presidente che abbiamo mai avuto".
- Nel film Una notte al museo e nei seguiti Una notte al museo 2 - La fuga e Notte al museo 3 - Il segreto del faraone, Robin Williams interpreta una statua del museo che ritrae Roosevelt, che si anima comportandosi come fosse il vero presidente.
- Nel capitolo Il cowboy delle Terre Maledette della Saga di Paperon de' Paperoni di Don Rosa, un giovane Roosevelt aspirante politico fa la conoscenza del giovanissimo Paperon de' Paperoni, sciorinando peraltro alcuni consigli che convinceranno il papero a proseguire il proprio viaggio con forza e ambizione. Nel capitolo L'invasore di Forte Paperopoli, Roosevelt compare ancora, difendendo Paperopoli dalla presunta minaccia di Paperone e il capitolo L'astuto papero del varco di Culebra è incentrato sulla vicenda del canale di Panama.
- È uno dei personaggi degli episodi della serie di EpicLloyd e Nice Peter EpicRapBattlesofHistory.
- Nell'episodio 8 della prima stagione di Grizzly Adams un giovanissimo Roosevelt viaggia da solo nelle foreste dell'Ovest degli Stati Uniti per imparare le tecniche di sopravvivenza.
- Nel romanzo L'alienista di Caleb Carr e nella relativa serie di Netflix viene descritta la sua esperienza come commissario della polizia di New York.
- In un episodio della seconda stagione di Billions la segretaria del procuratore del distretto Sud esprime desiderio di diventare presidente ispirandosi a Roosevelt, non Franklin Delano ma Theodore.
- Nell'episodio 2 della stagione 23 della serie I Simpson Bart e il sovrintendente Chalmers partono alla ricerca degli occhiali di Theodore Roosevelt.
- Nella serie televisiva I misteri di Murdoch il personaggio del presidente compare in due episodi: uno appartenente all'ottava stagione (2014) e uno all'undicesima (2018). Quest'ultimo è in larga parte incentrato sul suo interesse per la caccia.
- Nella serie videoludica Sonic The Hedgehog di SEGA Theodore Roosevelt ha ispirato il nemico di Sonic, Dr. Robotnik.